# واربیتسا (شهر)
واربیتسا شهری در شومن کشور بلغارستان است که جمعیت آن در سال ۲۰۰۱ میلادی ۴٬۲۰۴ نفر بوده‌است.